# 光線 (ロイスダールの絵画)
『光線』（こうせん、仏: Le Coup de Soleil、英: The Ray of Light）は、17世紀オランダ黄金時代の画家ヤーコプ・ファン・ロイスダールが1665年頃、キャンバス上に油彩で制作した風景画である。画家円熟期の画業の頂点にあった時代に描かれた。作品はルイ16世のコレクションに由来し、現在はパリのルーヴル美術館に所蔵されている。
ルーヴル美術館において、ロラン (Laurent) により版画化。ルーヴル美術館の1902年の目録番号2560。1816年、専門家による価格の査定 (15,000フラン)。

## 過去の記述
本作については、1911年、研究者ホフステーデ・デ・フロートにより以下のように記述された。664番。『陽光の照射 (THE BURST OF SUNSHINE』 (フランス語、Le Coup de Soleil)。
ジョン・スミス (美術史家) 11番。左前景から右遠景へと道が斜めに画面を横切って続いている。 左側では、赤い服を着た馬上の人物が前方にやってきている。物乞いが彼に施しを求めている。犬が前の方を走っている。中央では、道が川に架かった、4つのアーチのある石橋を越えて、アーチの入り口のある四角い塔の廃墟へと続いている。幅広い川は右へと流れ、川の中の岩の側で3人の人物が水浴をしている。対岸には丘があり、その中腹には城の廃墟がある。右側には風車がある。ずっと奥には、教会の尖塔のある村がある。光線が厚い雲の間から左側中景にある野原に降り注いでいる。人物は、目録ではフィリップス・ワウウェルマンに帰属されているが、ロイスダール自身の手になるものである。本作は、レンブラントの風景画に強い影響を受けており、特に構図において顕著である。[788番を参照]。
左側にモノグラムで署名あり。キャンバス、縦33インチ、横39インチ。

## 関連作品

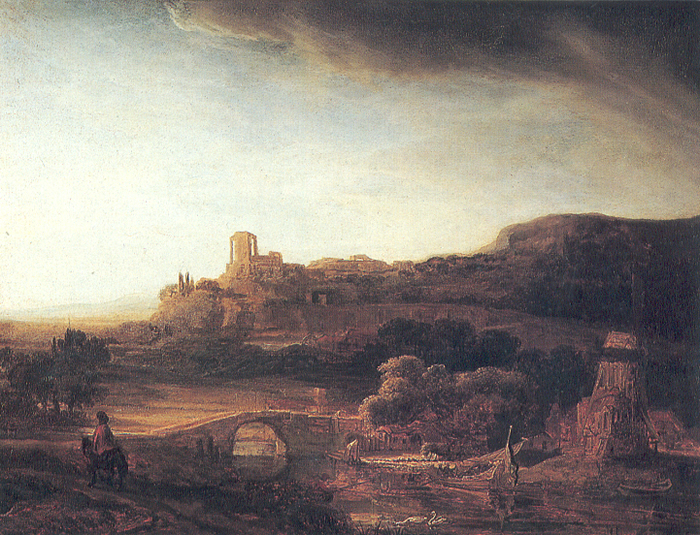
レンブラント『風車のある川景色』(シュロース・ウィルヘルムスホーヘ美術館（英語版）)
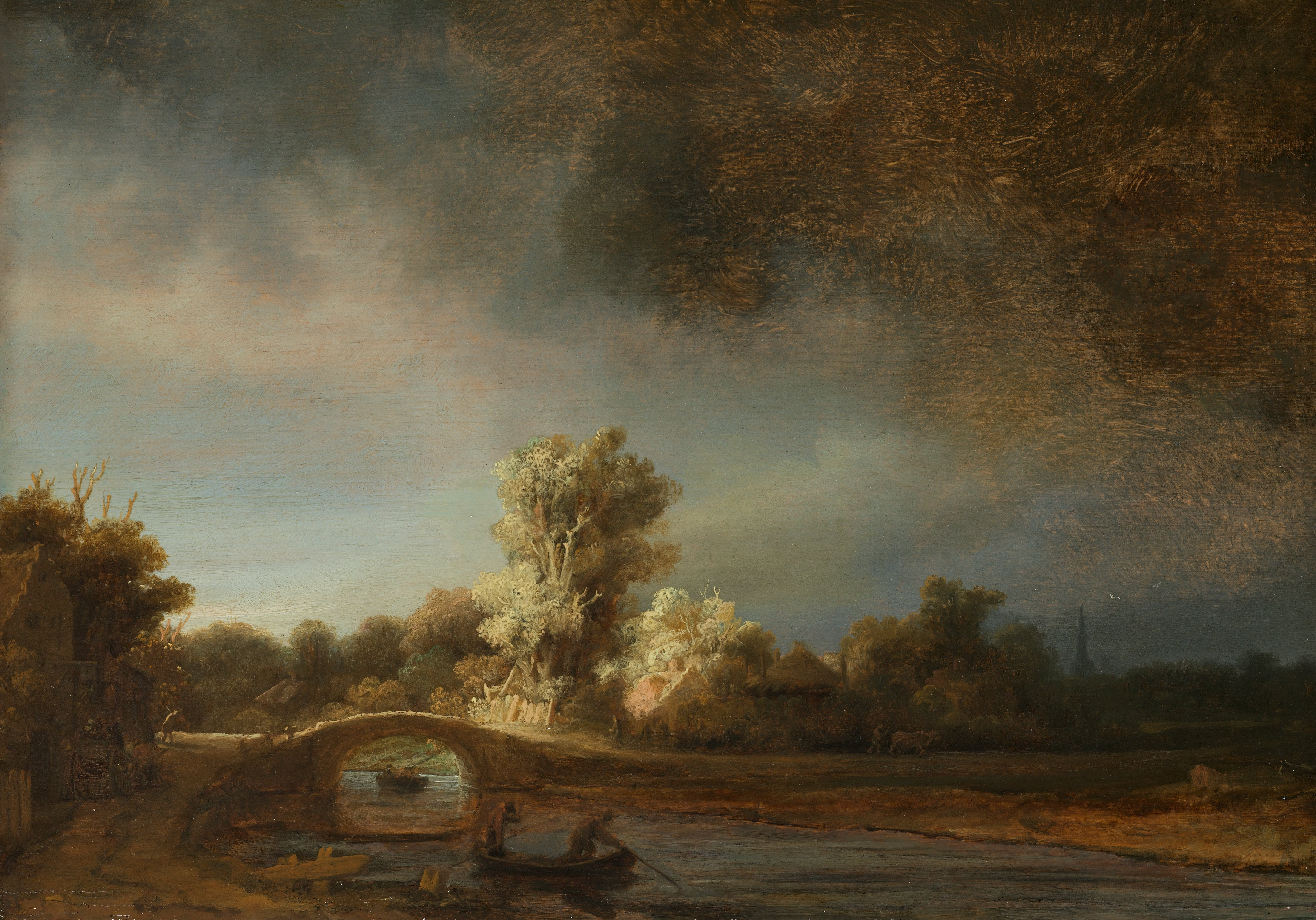
レンブラント『石橋』 (アムステルダム国立美術館)
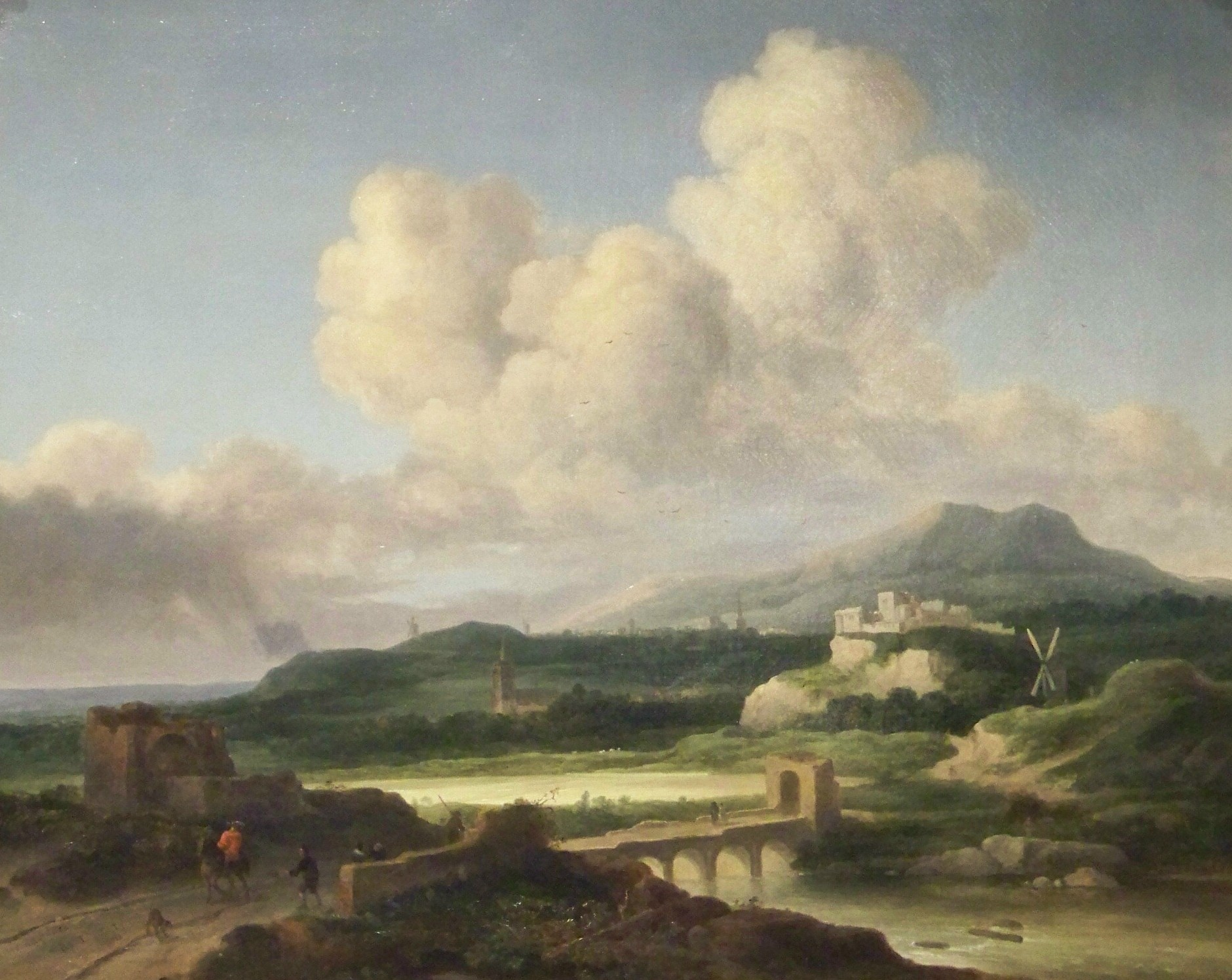
トマス・ダウティによる複製 (ブルックリン美術館)